# Keude Trumon
Keude Trumon is een bestuurslaag in het regentschap Aceh Selatan van de provincie Atjeh, Indonesië. Keude Trumon telt 943 inwoners (volkstelling 2010).